# لاست (فصل ۱)
پخش فصل اول مجموعه تلویزیونی لاست در ۲۲ سپتامبر ۲۰۰۴ در ایالات متحده و کانادا آغاز و در ۲۵ مه ۲۰۰۵ به پایان رسید. فصل اول مجموعه تلویزیونی لاست دارای ۲۵ قسمت است، که داستان گروهی از بازماندگان سقوط یک هواپیما را دنبال می‌کند که پرواز آن‌ها از سیدنی به لس آنجلس در یک جزیره سقوط می‌کند.
فصل اول چهارشنبه‌ها ساعت ۲۰:۰۰ در ایالات متحده پخش شد. علاوه بر ۲۵ قسمت معمولی، یک قسمت ویژه «لاست: سفر» در ۲۷ آوریل ۲۰۰۵ بین قسمت‌های ۲۰ و ۲۱ فصل اول پخش شد. این فصل بر روی دی‌وی‌دی به‌عنوان یک مجموعه جعبه‌دار هفت دیسکی منتشر شد.

## بازیگران

### شخصیت‌های اصلی
- نوین اندروز در نقش: سعید جراح
- امیلی دی راوین در نقش: کلر لیتلتون
- متیو فاکس در نقش: جک شپرد
- هورهه گارسیا در نقش: هوگو هارلی ریس
- مگی گریس در نقش: شانون رادرفورد
- جاش هالووی در نقش: جیمز ساویر فورد
- مالکوم دیوید کلی در نقش: والت لوید
- دنیل دای کیم در نقش: جین‌سو ون
- یونجین کیم در نقش: سان‌ها ون
- اوانجلین لیلی در نقش: کیت آستن
- دامینیک مانهن در نقش: چارلی پیس
- تری اوکوئین در نقش: جان لاک
- هارولد پرینو در نقش: مایکل داوسون
- ایان سامرهلدر در نقش: بون کارلیل

### شخصیت‌های دوره‌ای و مهمان
- ال اسکات کالدول و سم اندرسون در نقش: رز و برنارد ندلر
- میرا فورلان در نقش: دنیله روسو
- کیمبرلی جوزفدر نقش: سیندی
- فردریک لنه در نقش: ادوارد مارچ
- ویلیام ماپوتر در نقش: ایتن رام
- دانیال روبوک در نقش: لزلی آرزت
- جان تری در نقش: در نقش: کریستین شپرد
- میشل رودریگز در نقش: آنا لوسیا کورتز

## قسمت‌ها
| شم. کلی                | شم. در فصل  | عنوان                                    | کارگردان         | نویسنده | Featured character(s) | تاریخ انتشار اصلی | U.S. تعداد بیننده (میلیون) |
| ---------------------- | ----------- | ---------------------------------------- | ---------------- | --- | --------------------- | ----------------- | -------------------------- |
| ۱                      | ۱           | «Pilot (Part 1)»                         | J. J. Abrams     | داستان : Jeffrey Lieber and J. J. Abrams & Damon Lindelof نمایشنامۀ تلویزیونی : J. J. Abrams & Damon Lindelof | Jack                  | ۲۲ سپتامبر ۲۰۰۴   | 18.65                      |
| ۲                      | ۲           | «Pilot (Part 2)»                         | J. J. Abrams     | داستان : Jeffrey Lieber and J. J. Abrams & Damon Lindelof نمایشنامۀ تلویزیونی : J. J. Abrams & Damon Lindelof | Charlie & Kate        | ۲۹ سپتامبر ۲۰۰۴   | 17.00                      |
| ۳                      | ۳           | «Tabula Rasa»                            | Jack Bender      | Damon Lindelof                                                                                                | Kate                  | ۶ اکتبر ۲۰۰۴      | 16.54                      |
| ۴                      | ۴           | «Walkabout»                              | Jack Bender      | David Fury | Locke                 | ۱۳ اکتبر ۲۰۰۴     | 18.16                      |
| ۵                      | ۵           | «White Rabbit»                           | Kevin Hooks      | Christian Taylor                                                                                              | Jack                  | ۲۰ اکتبر ۲۰۰۴     | 16.82                      |
| ۶                      | ۶           | «House of the Rising Sun»                | Michael Zinberg  | Javier Grillo-Marxuach                                                                                        | Sun                   | ۲۷ اکتبر ۲۰۰۴     | 16.83                      |
| ۷                      | ۷           | «The Moth»                               | Jack Bender      | Jennifer Johnson & Paul Dini                                                                                  | Charlie               | ۳ نوامبر ۲۰۰۴     | 18.73                      |
| ۸                      | ۸           | «Confidence Man»                         | Tucker Gates     | Damon Lindelof                                                                                                | Sawyer                | ۱۰ نوامبر ۲۰۰۴    | 18.44                      |
| ۹                      | ۹           | «Solitary»                               | Greg Yaitanes    | David Fury | Sayid                 | ۱۷ نوامبر ۲۰۰۴    | 17.64                      |
| ۱۰                     | ۱۰          | «Raised by Another»                      | Marita Grabiak   | Lynne E. Litt                                                                                                 | Claire                | ۱ دسامبر ۲۰۰۴     | 17.15                      |
| ۱۱                     | ۱۱          | «All the Best Cowboys Have Daddy Issues» | Stephen Williams | Javier Grillo-Marxuach                                                                                        | Jack                  | ۸ دسامبر ۲۰۰۴     | 18.88                      |
| ۱۲                     | ۱۲          | «Whatever the Case May Be»               | Jack Bender      | Damon Lindelof & Jennifer Johnson                                                                             | Kate                  | ۵ ژانویه ۲۰۰۵     | 21.59                      |
| ۱۳                     | ۱۳          | «Hearts and Minds»                       | Rod Holcomb      | Carlton Cuse & Javier Grillo-Marxuach                                                                         | Boone                 | ۱۲ ژانویه ۲۰۰۵    | 20.81                      |
| ۱۴                     | ۱۴          | «Special»                                | Greg Yaitanes    | David Fury | Michael & Walt        | ۱۹ ژانویه ۲۰۰۵    | 19.69                      |
| ۱۵                     | ۱۵          | «Homecoming»                             | Kevin Hooks      | Damon Lindelof                                                                                                | Charlie               | ۹ فوریه ۲۰۰۵      | 19.48                      |
| ۱۶                     | ۱۶          | «Outlaws»                                | Jack Bender      | Drew Goddard                                                                                                  | Sawyer                | ۱۶ فوریه ۲۰۰۵     | 17.87                      |
| ۱۷                     | ۱۷          | «...In Translation»                      | Tucker Gates     | Javier Grillo-Marxuach & Leonard Dick                                                                         | Jin                   | ۲۳ فوریه ۲۰۰۵     | 19.49                      |
| ۱۸                     | ۱۸          | «Numbers»                                | Daniel Attias    | David Fury & Brent Fletcher                                                                                   | Hurley                | ۲ مارس ۲۰۰۵       | 18.85                      |
| ۱۹                     | ۱۹          | «Deus Ex Machina»                        | Robert Mandel    | Carlton Cuse & Damon Lindelof                                                                                 | Locke                 | ۳۰ مارس ۲۰۰۵      | 17.75                      |
| ۲۰                     | ۲۰          | «Do No Harm»                             | Stephen Williams | Janet Tamaro                                                                                                  | Jack                  | ۶ آوریل ۲۰۰۵      | 17.12                      |
| ۲۱                     | ۲۱          | «The Greater Good»                       | David Grossman   | Leonard Dick                                                                                                  | Sayid                 | ۴ مه ۲۰۰۵         | 17.20                      |
| ۲۲                     | ۲۲          | «Born to Run»                            | Tucker Gates     | داستان : Javier Grillo-Marxuach نمایشنامۀ تلویزیونی : Edward Kitsis & Adam Horowitz                           | Kate                  | ۱۱ مه ۲۰۰۵        | 17.10                      |
| ۲۳                     | ۲۳          | «Exodus (Part 1)»                        | Jack Bender      | Damon Lindelof & Carlton Cuse                                                                                 | various               | ۱۸ مه ۲۰۰۵        | 18.62                      |
| «Exodus (Parts 2 & 3)» | Jack Bender | Damon Lindelof & Carlton Cuse            | various          | ۲۵ مه ۲۰۰۵ | 20.71                 |                   |                            |
| «Exodus (Parts 2 & 3)» | Jack Bender | Damon Lindelof & Carlton Cuse            | various          | ۲۵ مه ۲۰۰۵ | 20.71                 |                   |                            |

## بازخورد
در وب‌سایت جمع‌آوری نقد متاکریتیک، فصل اول بر اساس ۲۶ بررسی، امتیاز ۸۷ از ۱۰۰ را کسب کرد که نشان‌دهنده «تحسین جهانی» است. در راتن تومیتوز این فصل دارای رتبه تأیید ۹۴٪ با میانگین امتیاز ۸٫۹/۱۰ بر اساس ۴۶ بررسی است. اجماع انتقادی این وب‌سایت می‌گوید: «لاست، غیرقابل پیش‌بینی و اعتیادآور، نوع جدیدی از رمز و راز تلویزیونی است که هر چند وقت یک‌بار به آن دست می‌زند.
قسمت آزمایشی ۱۸٫۶ میلیون بیننده را به خود اختصاص داد و برنده بازی ساعت ۹:۰۰ شب (شرق) شد و به ای‌بی‌سی قوی‌ترین رتبه‌بندی خود را از سال ۲۰۰۰ که در ابتدا پخش شد داد، که تنها در ماه بعد با اولین نمایش کدبانوهای وامانده شکست خورد. بر اساس افتتاحیه قوی آن، رویترز آن را یک «درام پرطرفدار» نامید و اشاره کرد که «به نظر می‌رسد این نمایش از یک جریان بازاریابی همه‌جانبه که شامل اسپک‌های رادیویی، نمایش‌های ویژه و اولین کمپین تبلیغاتی بیلبورد ای‌بی‌سی در پنج سال گذشته بود، سود برده است. پس از پخش چهار قسمت، ای‌بی‌سی اعلام کرد که لاست برای فصل دوم تمدید شده است. فصل اول لاست به‌طور متوسط حدود ۱۷٫۶ میلیون بیننده آمریکایی داشت.